# Liste der Biografien/Mex
Liste der Biografien |
Portal Biografien |
Personensuche
# |
A |
B |
C |
D |
E |
F |
G |
H |
I |
J |
K |
L |
M |
N |
O |
P |
Q |
R |
S |
T |
U |
V |
W |
X |
Y |
Z |
?
 
Ma |
Mb |
Mc |
Md |
Me |
Mf |
Mg |
Mh |
Mi |
Mj |
Mk |
Ml |
Mm |
Mn |
Mo |
Mp |
Mq |
Mr |
Ms |
Mt |
Mu |
Mv |
Mw |
Mx |
My |
Mz
 
Mea–Mee |
Mef |
Meg |
Meh |
Mei |
Mej |
Mek |
Mel |
Mem |
Men |
Meo |
Mep |
Mer |
Mes |
Met |
Meu |
Mev |
Mew |
Mex |
Mey |
Mez
Die Liste der Biografien führt alle Personen auf, die in der deutschsprachigen Wikipedia einen Artikel haben. Dieses ist eine Teilliste mit 11 Einträgen von Personen, deren Namen mit den Buchstaben „Mex“ beginnt.

## Mex
- Mex, Alphonse (1888–1980), Schweizer Schriftsteller

### Mexa
- Mexandeau, Louis (1931–2023), französischer Politiker, Mitglied der Nationalversammlung

### Mexe
- Mexer (* 1988), mosambikanischer Fußballspieler
- Mexès, Philippe (* 1982), französischer Fußballspieler

### Mexi
- Mexía Felípez de Guzmán, Diego (1580–1655), spanischer Militär, Politiker und Kunstsammler
- Mexía, José Antonio (1800–1839), mexikanischer Unternehmer
- Mexía, Pedro (* 1497), humanistischer Autor
- Mexia, Ynes (1870–1938), mexikanisch-US-amerikanische Botanikerin
- Mexiac, Adolfo (1927–2019), mexikanischer Künstler
- Mexify (* 1996), deutscher WebvideoproduzentMexify (* 1996)

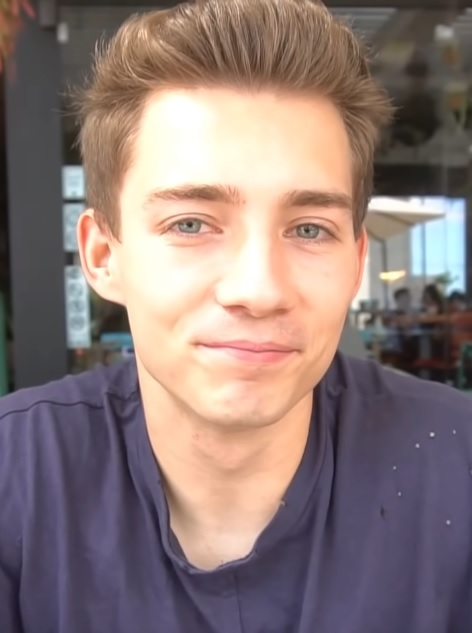
Mexify (* 1996)

- Mexis, Konstantin (1913–1983), griechisch-österreichischer Pianist